# Earl of Hereford
Earl of Hereford war ein erblicher Adelstitel, der je dreimal im angelsächsischen England und in der anglo-normannischen Peerage of England verliehen wurde. Der Titel ist nach dem englischen County of Hereford (Herefordshire) benannt.

## Verleihungen und Geschichte des Titels
Der erste angelsächsische Earl/Ealdorman of Hereford war Sweyn Godwinson, Sohn des Godwin, Earl of Wessex, der 1043 von König Eduard dem Bekenner ein Earldom erhielt, das aus Herefordshire, Gloucestershire, Oxfordshire, Berkshire und Somerset bestand. Dessen Hauptsitz war Hereford, wo er Hereford Castle errichten ließ. 1051 wurde Sweyn vom König aus England verbannt. König Eduard der Bekenner setzte daraufhin 1052 seinen Neffen Ralph de Mantes als Earl of Hereford ein. 1055 wurde dieser vom verbannten Earl of Mercia, Ælfgar, und dem walisischen König von Gwynedd, Gruffydd ap Llywelyn, angegriffen, die die Stadt Hereford brandschatzten und Hereford Castle zerstörten. Raoul fiel daraufhin beim König in Ungnade und starb 1057. Der König übertrug das Earldom in dritter Verleihung an Harold Godwinson, Earl of Wessex und East Anglia. Harold wurde am 6. Januar 1066 selbst als Harald II. zum König gekrönt, womit seine Earlstitel durch Verschmelzen mit der Krone erloschen.
Noch im selben Jahr begann die normannische Eroberung Englands durch Herzog Wilhelm II. von der Normandie, der am 25. Dezember 1066 als Wilhelm I. zum König von England gekrönt wurde. Dieser verlieh den Titel des Earl of Hereford spätestens im Februar 1067 an seinen Onkel zweiten Grades, William de Crépon, genannt FitzOsbern. Dessen Sohn Roger de Breteuil, der 2. Earl, revoltierte 1075 erfolglos im Aufstand der Grafen gegen den König Wilhelm, woraufhin ihm seine Titel aberkannt und seine Ländereien eingezogen wurden.
Während der Wirren des Anarchy verlieh Königin Matilda den Titel mit Urkunde vom 25. Juli 1141 an ihren Konstabler Miles of Gloucester. Beim Tod von dessen kinderlosem ältesten Sohn Roger Fitzmiles, dem 2. Earl, erklärte König Heinrich II. das Earldom für erloschen und zog die damit verbundenen Ländereien ein, obwohl noch erbberechtigte jüngere Brüder existierten.
Am 28. April 1199 verlieh König Johann den Titel an seinen Konstabler Henry de Bohun. Dieser war ein Enkel einer Tochter des Miles of Gloucester. Sein Sohn, Humphrey de Bohun, der 2. Earl, wurde 1236 zusätzlich zum Earl of Essex erhoben. Dessen Urenkel Humphrey de Bohun, der spätere 7. Earl of Hereford und 2. Earl of Essex, erbte zudem 1360 den Titel 2. Earl of Northampton. Als letzterer am 16. Januar 1373 starb, hinterließ er keine männlichen Nachkommen, sodass seine Titel erloschen.

## Liste der Earls of Hereford

### Angelsächsische Verleihungen

#### Erste Verleihung (1043)
- Sweyn Godwinson (um 1020–1052), Titel 1051 verwirkt

#### Zweite Verleihung (1052)
- Ralph de Mantes († 1057)

#### Dritte Verleihung (1058)
- Harold Godwinson (1022–1066), 1066 als Harald II. gekrönt – Titel mit Krone verschmolzen

### Anglo-normannische Verleihungen

#### Vierte Verleihung (1067)
- William FitzOsbern, 1. Earl of Hereford (1020–1071)
- Roger de Breteuil, 2. Earl of Hereford (vor 1051–nach 1087), Titel 1074 verwirkt

#### Fünfte Verleihung (1141)
- Miles de Gloucester, 1. Earl of Hereford († 1143)
- Roger Fitzmiles, 2. Earl of Hereford († 1155), Titel eingezogen 1155

#### Sechste Verleihung (1199)
- Henry de Bohun, 1. Earl of Hereford (1176–1220)
- Humphrey de Bohun, 2. Earl of Hereford (1208–1275)
- Humphrey de Bohun, 3. Earl of Hereford (1249–1298)
- Humphrey de Bohun, 4. Earl of Hereford (um 1267–1322)
- John de Bohun, 5. Earl of Hereford (1306–1336)
- Humphrey de Bohun, 6. Earl of Hereford (um 1309–1361)
- Humphrey de Bohun, 7. Earl of Hereford (1342–1373)